# Pier Antonio Micheli
Pier Antonio Micheli (Florència, 11 de desembre de 1679 – Florència 1 de gener de 1737) va ser un botànic italià, professor de botànica a Pisa, curator de l'Orto Botanico di Firenze, autor de Nova plantarum genera iuxta Tournefortii methodum disposita. Descobrí les espores dels bolets, va ser una autoritat en plantes criptògames i va donar nom a diversos gèneres de microfongs com Aspergillus i Botrytis.
La seva obra Nova plantarum genera (1729) va ser un gran pas en el coneixement dels fongs. En aquesta obra descriví 1.900 plantes, de les quals 1.400 descrites per primera vegada. Entre elles 900 fongs i líquens.

## Eponímia
- El 1737, Linnaeus posà el nom del gènere Michelia en honor seu.
- Via Micheli, a Florència, té el nom en el seu honor.